# 中本聪
中本聪（英語：Satoshi Nakamoto），自稱日裔美国人。其名字没有官方漢字写法，有些日本媒体写为中本哲史。此人是比特币协议及其相关软件Bitcoin-Qt的创造者，但真實身分未知。中本聪于2008年发表了一篇名为《比特币：一种点对点式的电子现金系统》（Bitcoin: A Peer-to-Peer Electronic Cash System）的论文，描述了一种被他称为“比特币”的电子货币及其算法。2009年，他发布了首个比特币软件，并正式启动了比特币金融系统。2010年，他逐渐淡出并将项目移交给比特币社区的其他成员。中本聰据信持有约一百万个比特币，在2021年底时的价值超过400亿美元。
從發表論文以來，中本聰的真实身份長期不为外界所知，维基解密创始人朱利安·阿桑奇宣称中本聪是一位密碼龐克。另外，有人称“中本聪是一名无政府主义者，他的初衷并不希望数字加密货币被某国政府或中央銀行控制，而是希望其成为全球自由流动、不受政府监管和控制的货币。”

## 比特币
2008年10月31日，中本聰在「metzdowd.com」网站的密码学邮件列表中发表了一篇论文，题为《比特币：一种点对点式的电子现金系统》。论文中详细描述了如何建立一套去中心化的电子交易体系，且这种体系不需要建立在交易双方相互信任的基础之上。很快，2009年1月3日，他开发出首个实现了比特币算法的客户端程序并进行了首次“采矿”（mining），获得了第一批的50个比特币。这也标志着比特币金融体系的正式诞生。
2010年12月5日，在维基解密泄露美国外交电报事件期间，比特币社区呼吁维基解密接受比特币捐款以打破金融封锁。中本表示坚决反对，认为比特币还在摇篮中，禁不起冲突和争议。七天后的12月12日，他在比特币论坛中发表了最后一篇文章，提及了最新版本软件中的一些小问题，随后不再露面，电子邮件通讯也逐渐终止。

## 诺贝尔奖经济学獎的候选人
2015年，加州大学洛杉矶分校金融学教授Bhagwan Chowdhry曾提名中本聪为2016年诺贝尔奖经济学獎的候选人。
Bhagwan Chowdhry说：“比特币的发明简直可以说是革命性的。中本聪的贡献不仅将会彻底改变我们对金钱的思考方式，很可能会颠覆央行在货币政策方面所扮演的角色，并且将会破坏如西联这样高成本汇款的服务，彻底消除如Visa，MasterCard、PayPal他们收取2-4%的中间人交易税，消除费事且昂贵的公证和中介服务，事实上它将彻底改变法律合约的方式。” 

## 真實身份猜测
中本聰极少透露自己的真实信息。在P2P基金会网站的个人资料中，他自称是居住在日本的37岁男性。然而，这一点被广泛怀疑。他的英文书写如母语般纯熟地道，却从没有使用过日语。用他的姓名在网上搜索，无法找到任何与这个人相关的信息。各种迹象表明，“中本聰”（“中本哲史”）可能是一个虚构身份。中本在发言和程序中切换使用英式英语和美式英语，并且随机在全天不同的时间上线发言，显示他可能有意隐瞒自己的国籍和时区，或者是账号的背后有多人操纵。然而，根据对其语言习惯和时间统计的分析，一些人士认为他可能是一位居住在美国中部或西部的英国人或爱尔兰人。曾在比特币核心开发团队工作的Laszlo Hanyecz则认为其算法设计过于精良，以至于不像是一个人单枪匹马所能完成。

### 望月新一
2012年5月，计算机科学家泰德·尼爾森认为中本聰就是日本数学家望月新一，认为其足够聪明，研究领域包含比特币所使用的数学算法。更重要的是，望月不使用常规的学术发表机制，而是习惯是独自工作。然而也有人提出质疑，认为设计比特币所需的密码学并非望月的研究兴趣。望月本人亦予以否认。

### 尼克·薩博
2013年12月，博客作家Skye Grey通过对中本论文的计量文体学分析得出结论，认为其真实身份是前乔治华盛顿大学教授尼克·薩博。薩博热衷于去中心化货币，还发表过一篇关于“比特黄金”（bit gold）的论文，被认为是比特币的先驱。他也是一个著名的从90年代起就喜欢使用化名的人。
在2011年5月的一篇文章中，薩博谈起比特币创造者时表示：“在我认识的人里面，对这个想法足够感兴趣，并且能付诸实施的，本来只有我自己、戴维、哈爾·芬尼三个人，后来中本出现了（假定中本不是芬尼也不是戴維）。”

### 多利安·中本
最为公众所熟知的猜测发生在2014年3月6日。新闻周刊记者Leah McGrath Goodman发表文章称自己已经找到真正的中本，是一个居住在加利福尼亚州的日裔美国人，名叫多利安·中本，而其和名正好就是中本哲史。除了名字相同以外，Goodman还找到了一些佐证，其中最有力的一条是，当Goodman在当面采访并提出比特币的问题时，多利安的回答看起来确认了其比特币之父的身份：“我已经不再参与它了，不能讨论它。它已经被转交给其他人。他们现在在负责。我已经没有任何联系。”这段话的真实性亦得到了当时在场的洛杉矶郡警察的确认。
报道被公开后受到了包括比特币社区在内舆论的质疑和批评，但同时也引起了媒体的巨大兴趣。记者们蜂拥而至多利安的住宅外蹲守，甚至追逐他的汽车。然而在后来的正式访谈中，多利安否认了自己与比特币的全部联系，称自己从未听说过，只是误解了Goodman的提问，以为她问的是自己之前从军方承接的保密性工作。
当天晚些时候，中本聰本人也站出来否认。他在P2P基金会的账户在尘封五年之后发了第一条消息，称：“我不是多利安·中本。”

### 克雷格·史蒂芬·怀特
2015年12月，《连线杂志》报道说澳大利亚学者克雷格·史蒂芬·怀特很有可能是中本聪本人。同时也指出，也许只是他精心设计的一个高明的骗局想让我们相信他就是中本聪本人。直到2016年5月2日，澳大利亞企業家克雷格·史蒂芬·懷特公開承認自己就是發明比特幣的中本聰，首度有人公開承認。其證據是中本聪的加密簽名檔，但被質疑該檔只要是稍微高階一點的駭客都能在暗網中找到下載，早就在不少電腦高手圈流傳，另一證據是早期第1及第9區塊比特幣位址的私鑰，但此私鑰如果是早期比特幣開發人員或其親近者都有可能拿到。
最關鍵證明是匯入比特幣至2009年的比特幣第一筆交易地址，該地址被視為是中本聰所有，並要求表演匯回，BBC記者將0.017個比特幣匯入，但最終沒有匯回。BBC刊登出和他的訪談片段，自稱他就是比特币发明者。但克雷格聲明與證據的真實性受到普遍的質疑，在最後階段要求演示關鍵證據時，克雷格拒絕並發佈了一篇顧左右而言他的博客文章。

### Vincent van Volkmer
自2018年以來，互聯網聲稱美國藝術家Vincent van Volkmer是中本聰。對此同時也有一系列證據，例如：他談到他是一名數學家和密碼學家的事實，他也與擁有導致阻礙技術相關知識的專家保持著良好的聯繫。不過，他自己也反駁了他就是中本聰的這種說法。

### 金子勇
區塊鏈的專家仲津正朗提出了日籍程式設計師、檔案共享軟體Winny開發者金子勇即是中本聰的假說，該假說於2019年開始在網上流傳。作為根據，仲津提到了與金子有過交流的技術人員的理論間的關聯性，P2P技術構造上的共通性，以及論文中透露出的“對既存系統的不信任感”（仲津認為由於Winny事件而被國家浪費了才能和時間的金子本人亦有相同感受）。除此之外，中本聰從未使用其所持有的100萬比特幣以及從不暴露真實身份的特徵，都可以由金子勇本人已經死亡這一事實來說明。

### 其它猜测
还有一些其他个人或团体被认为是中本聰的真身。其中包括：
- 芬兰经济社会学家Dr Vili Lehdonvirta及爱尔兰密码学研究生Michael Clear。[35]两人分别否认。[36][37]
- 德国及美国研究人员Neal King、Vladimir Oksman和Charles Bry。[38]他们曾共同申请注册一项与比特币相关的专利，而比特币项目官方网站的域名bitcoin.org恰好注册于专利申请提交之后的第三天。[39]三人均否认此猜测。[38]
- 比特币基金会首席科学家Gavin Andresen（英语：Gavin Andresen）、比特币交易平台Mt. Gox创始人Jed McCaleb，或某个政府机构。[9]
- 美国企业家及安全研究员Dustin D. Trammell，但他公开否认。[40]
- 也有人认为Satoshi Nakamoto的名字实际上是四家公司名字的组合，包括三星（Samsung）、东芝（Toshiba）、中道（Nakamichi）和摩托罗拉（Motorola），暗示着比特币其实是这四家公司联手开发并以Satoshi Nakamoto，即“中本聰”的化名来发表。[41]

2021年3月，Quranium Publishing的总监Hamid Rabei在Quranium网站上的一篇文章中指出，有必要审查和分析《时代》杂志首页上的所有头条新闻（于2009年1月3日发布），以破译中本聪的身份和他建立区块链和货币系统的目标。

## 外部連結
- The Satoshi Affair.（页面存档备份，存于） Andrew O'Hagan on the many lives of Satoshi Nakamoto